# Communauté de communes des Collines du Matin
Die Communauté de communes des Collines du Matin ist ein ehemaliger französischer Gemeindeverband mit Rechtsform einer Communauté de communes im Département Loire, dessen Verwaltungssitz sich in dem Ort Panissières befand. Er lag am Ostrand des Départements auf halber Strecke zwischen Saint-Étienne und Roanne sowie etwa 40 km westlich von Lyon in den Monts du Lyonnais. Der im September 1993 gegründete Gemeindeverband bestand aus acht Gemeinden auf einer Fläche von 99,2 km2.

## Aufgaben
Zu den vorgeschriebenen Kompetenzen gehörten die Entwicklung und Förderung wirtschaftlicher Aktivitäten und des Tourismus sowie die Raumplanung auf Basis eines Schéma de Cohérence Territoriale. Der Gemeindeverband bestimmte die Wohnungsbaupolitik und war zuständig für die Erteilung von Baugenehmigungen und für den Ausbau der Telekommunikations- und Datenübertragungsnetze auf seinem Gebiet. Er betrieb die Abwasserentsorgung (teilweise), die Müllabfuhr und ‑entsorgung und die Straßenmeisterei. Zusätzlich förderte der Verband Kultur- und Sportveranstaltungen.

## Historische Entwicklung
Mit Wirkung vom 1. Januar 2017 fusionierte der Gemeindeverband mit
- Communauté de communes de Balbigny,
- Communauté de communes de Feurs en Forez,
- Communauté de communes de Forez en Lyonnais, sowie
- Communauté de communes du Pays de Saint-Galmier

und bildete so die Nachfolgeorganisation Communauté de communes de Forez-Est.

## Ehemalige Mitgliedsgemeinden
Folgende acht Gemeinden gehörten der Communauté de communes des Collines du Matin an:
| Gemeinde                | Einwohner 1. Januar 2022 | Fläche km² | Dichte Einw./km² | Code INSEE | Postleitzahl |
| ----------------------- | ------------------------ | ---------- | ---------------- | ---------- | ------------ |
| Cottance                | 753                      | 13,6       | 55               | 42073      | 42360        |
| Essertines-en-Donzy     | 479                      | 7,0        | 68               | 42090      | 42360        |
| Jas                     | 240                      | 6,2        | 39               | 42113      | 42110        |
| Montchal                | 507                      | 8,8        | 58               | 42148      | 42360        |
| Panissières             | 2.882                    | 26,7       | 108              | 42165      | 42360        |
| Rozier-en-Donzy         | 1.421                    | 9,5        | 150              | 42193      | 42810        |
| Saint-Barthélemy-Lestra | 675                      | 11,1       | 61               | 42202      | 42110        |
| Saint-Martin-Lestra     | 926                      | 16,3       | 57               | 42261      | 42110        |